# Karen van Lith
Karen van Lith (Rosmalen, 2 februari 1966) is een Nederlandse damster. Ze is lid van Heijmans Excelsior Damvereniging en in het bezit van de titels Internationaal Grootmeester en Nationaal Meester bij de vrouwen. Ook is ze damtrainster van jonge toptalenten.

## Nederlands kampioenschap
Vanaf 1986 t/m 1996 werd ze 11x achter elkaar Nederlands kampioene bij de vrouwen. 

## Wereldkampioenschap
Ze nam acht maal deel aan het wereldkampioenschap voor vrouwen. De jaren waarin ze deelnam waren: 1983, 1986, 1987, 1989, 1991, 1993, 1995 en 1996. Ze speelde in 1996 in Vught met Zoja Golubeva een tweekamp om de wereldtitel die ze met de setstanden 1 - 2 verloor. 

## Werk
Ze is werkzaam als consultant bij Qurius, een automatiseringsbedrijf op het gebied van planning en actief als secretaris van de plaatselijke politieke partij Rosmalens Belang. 